# Ylä Kalkujärvi
Ylä Kalkujärvi är en sjö i kommunen Enare i landskapet Lappland i Finland. Arean är 11 hektar och strandlinjen är 2,3 kilometer lång.  Den  ingår i Tana älvs huvudavrinningsområde.  Sjön ligger omkring 280 kilometer norr om Rovaniemi och omkring 980 kilometer norr om Helsingfors. 
I sjön finns ön Bajit Gálgojávrresullot. Ylä Kalkujärvi ligger nordväst om Suuri Iivananjärvi. 